# Mistrovství světa juniorů v orientačním běhu 2002
13. Mistrovství světa juniorů v orientačním běhu proběhlo v Španělsku ve dnech 7. až 14. července 2002. Centrum závodů JMS bylo v přístavním městě Alicante nacházejícím se v nejjižnější části autonomního společenství Valencie.

## Závod na krátké trati (Middle)

### Výsledky závodu na krátké trati (Middle)
| Muži                                                                               | Muži                                                                               | Muži                                                                               | Muži                                                                               | Muži                                                                               | Ženy                                                                               | Ženy                                                                               | Ženy                                                                               | Ženy                                                                               | Ženy                                                                               |
| ---------------------------------------------------------------------------------- | ---------------------------------------------------------------------------------- | ---------------------------------------------------------------------------------- | ---------------------------------------------------------------------------------- | ---------------------------------------------------------------------------------- | ---------------------------------------------------------------------------------- | ---------------------------------------------------------------------------------- | ---------------------------------------------------------------------------------- | ---------------------------------------------------------------------------------- | ---------------------------------------------------------------------------------- |
| - Traťové parametry: 4,7 km, 14 kontrol, ? m převýšení. - Mapa: ? 1:10 000 E= 2,5m | - Traťové parametry: 4,7 km, 14 kontrol, ? m převýšení. - Mapa: ? 1:10 000 E= 2,5m | - Traťové parametry: 4,7 km, 14 kontrol, ? m převýšení. - Mapa: ? 1:10 000 E= 2,5m | - Traťové parametry: 4,7 km, 14 kontrol, ? m převýšení. - Mapa: ? 1:10 000 E= 2,5m | - Traťové parametry: 4,7 km, 14 kontrol, ? m převýšení. - Mapa: ? 1:10 000 E= 2,5m | - Traťové parametry: 3,8 km, 13 kontrol, ? m převýšení. - Mapa: ? 1:10 000 E= 2,5m | - Traťové parametry: 3,8 km, 13 kontrol, ? m převýšení. - Mapa: ? 1:10 000 E= 2,5m | - Traťové parametry: 3,8 km, 13 kontrol, ? m převýšení. - Mapa: ? 1:10 000 E= 2,5m | - Traťové parametry: 3,8 km, 13 kontrol, ? m převýšení. - Mapa: ? 1:10 000 E= 2,5m | - Traťové parametry: 3,8 km, 13 kontrol, ? m převýšení. - Mapa: ? 1:10 000 E= 2,5m |
| Umístění                                                                           | Země                                                                               | Jméno                                                                              | Čas                                                                                | Ztráta                                                                             | Umístění                                                                           | Země                                                                               | Jméno                                                                              | Čas                                                                                | Ztráta                                                                             |
|                                                                                    | Švédsko                                                                            | Erik Andersson                                                                     | 0:22:54                                                                            |                                                                                    |                                                                                    | Finsko                                                                             | Minna Kauppiová                                                                    | 0:22:42                                                                            |                                                                                    |
|                                                                                    | Finsko                                                                             | Tuomas Tervo                                                                       | 0:23:09                                                                            | + 0:00:15                                                                          |                                                                                    | Litva                                                                              | Indrė Valaitėová                                                                   | 0:23:25                                                                            | + 0:00:43                                                                          |
|                                                                                    | Finsko                                                                             | Jörgen Wickholm                                                                    | 0:23:20                                                                            | + 0:00:26                                                                          |                                                                                    | Švýcarsko                                                                          | Martina Fritschyová                                                                | 0:23:47                                                                            | + 0:01:05                                                                          |
| 4                                                                                  | Finsko                                                                             | Juha Matti Huhtanen                                                                | 0:23:26                                                                            | + 0:00:32                                                                          | 4                                                                                  | Finsko                                                                             | Pinja Satriová                                                                     | 0:24:12                                                                            | + 0:01:30                                                                          |
| 5                                                                                  | Švýcarsko                                                                          | Matthias Merz                                                                      | 0:23:35                                                                            | + 0:00:41                                                                          | 5                                                                                  | Česko                                                                              | Michaela Przyczková                                                                | 0:24:21                                                                            | + 0:01:39                                                                          |
| 6                                                                                  | Švédsko                                                                            | Anders Holmberg                                                                    | 0:23:52                                                                            | + 0:00:58                                                                          | 6                                                                                  | Rusko                                                                              | Natalija Koržovová                                                                 | 0:24:47                                                                            | + 0:02:05                                                                          |

## Závod na klasické trati (Long)

### Výsledky závodu na klasické trati (Long)
| Muži                                                                              | Muži                                                                              | Muži                                                                              | Muži                                                                              | Muži                                                                              | Ženy                                                                             | Ženy                                                                             | Ženy                                                                             | Ženy                                                                             | Ženy                                                                             |
| --------------------------------------------------------------------------------- | --------------------------------------------------------------------------------- | --------------------------------------------------------------------------------- | --------------------------------------------------------------------------------- | --------------------------------------------------------------------------------- | -------------------------------------------------------------------------------- | -------------------------------------------------------------------------------- | -------------------------------------------------------------------------------- | -------------------------------------------------------------------------------- | -------------------------------------------------------------------------------- |
| - Traťové parametry: 10,0 km, 18 kontrol, ? m převýšení. - Mapa: ? 1:15 000 E= 5m | - Traťové parametry: 10,0 km, 18 kontrol, ? m převýšení. - Mapa: ? 1:15 000 E= 5m | - Traťové parametry: 10,0 km, 18 kontrol, ? m převýšení. - Mapa: ? 1:15 000 E= 5m | - Traťové parametry: 10,0 km, 18 kontrol, ? m převýšení. - Mapa: ? 1:15 000 E= 5m | - Traťové parametry: 10,0 km, 18 kontrol, ? m převýšení. - Mapa: ? 1:15 000 E= 5m | - Traťové parametry: 7,0 km, 13 kontrol, ? m převýšení. - Mapa: ? 1:15 000 E= 5m | - Traťové parametry: 7,0 km, 13 kontrol, ? m převýšení. - Mapa: ? 1:15 000 E= 5m | - Traťové parametry: 7,0 km, 13 kontrol, ? m převýšení. - Mapa: ? 1:15 000 E= 5m | - Traťové parametry: 7,0 km, 13 kontrol, ? m převýšení. - Mapa: ? 1:15 000 E= 5m | - Traťové parametry: 7,0 km, 13 kontrol, ? m převýšení. - Mapa: ? 1:15 000 E= 5m |
| Umístění                                                                          | Země                                                                              | Jméno                                                                             | Čas                                                                               | Ztráta                                                                            | Umístění                                                                         | Země                                                                             | Jméno                                                                            | Čas                                                                              | Ztráta                                                                           |
|                                                                                   | Švýcarsko                                                                         | Daniel Hubmann                                                                    | 0:59:35                                                                           |                                                                                   |                                                                                  | Finsko                                                                           | Tiina Kivimäkiová                                                                | 0:50:08                                                                          |                                                                                  |
|                                                                                   | Polsko                                                                            | Wojciech Kowalski                                                                 | 0:59:57                                                                           | + 0:00:22                                                                         |                                                                                  | Česko                                                                            | Michaela Przyczková                                                              | 0:50:14                                                                          | + 0:00:06                                                                        |
|                                                                                   | Rusko                                                                             | Alexej Bortnik                                                                    | 1:00:00                                                                           | + 0:00:25                                                                         |                                                                                  | Finsko                                                                           | Minna Kauppiová                                                                  | 0:51:10                                                                          | + 0:01:02                                                                        |
| 4                                                                                 | Švédsko                                                                           | Erik Andersson                                                                    | 1:00:09                                                                           | + 0:00:34                                                                         | 4                                                                                | Norsko                                                                           | Lene Jorunn Moeová                                                               | 0:52:12                                                                          | + 0:02:04                                                                        |
| 5                                                                                 | Švédsko                                                                           | Anders Holmberg                                                                   | 1:00:23                                                                           | + 0:00:48                                                                         | 5                                                                                | Finsko                                                                           | Pinja Satriová                                                                   | 0:52:33                                                                          | + 0:02:25                                                                        |
| 6                                                                                 | Rusko                                                                             | Leonid Novikov                                                                    | 1:01:14                                                                           | + 0:01:39                                                                         | 6                                                                                | Litva                                                                            | Indrė Valaitėová                                                                 | 0:53:31                                                                          | + 0:03:23                                                                        |

## Štafetový závod

### Výsledky štafetového závodu
| Muži                                                                          | Muži                                                                          | Muži                                                                          | Muži                                                                          | Muži                                                                          | Ženy                                                                  | Ženy                                                                  | Ženy                                                                  | Ženy                                                                  | Ženy                                                                  |
| ----------------------------------------------------------------------------- | ----------------------------------------------------------------------------- | ----------------------------------------------------------------------------- | ----------------------------------------------------------------------------- | ----------------------------------------------------------------------------- | --------------------------------------------------------------------- | --------------------------------------------------------------------- | --------------------------------------------------------------------- | --------------------------------------------------------------------- | --------------------------------------------------------------------- |
| - Traťové parametry : ? km, ? kontrol, ? m převýšení - Mapa: ? 1:15 000 E= 5m | - Traťové parametry : ? km, ? kontrol, ? m převýšení - Mapa: ? 1:15 000 E= 5m | - Traťové parametry : ? km, ? kontrol, ? m převýšení - Mapa: ? 1:15 000 E= 5m | - Traťové parametry : ? km, ? kontrol, ? m převýšení - Mapa: ? 1:15 000 E= 5m | - Traťové parametry : ? km, ? kontrol, ? m převýšení - Mapa: ? 1:15 000 E= 5m | - Parametry : ? km, ? kontrol, ? m převýšení - Mapa: ? 1:15 000 E= 5m | - Parametry : ? km, ? kontrol, ? m převýšení - Mapa: ? 1:15 000 E= 5m | - Parametry : ? km, ? kontrol, ? m převýšení - Mapa: ? 1:15 000 E= 5m | - Parametry : ? km, ? kontrol, ? m převýšení - Mapa: ? 1:15 000 E= 5m | - Parametry : ? km, ? kontrol, ? m převýšení - Mapa: ? 1:15 000 E= 5m |
| Umístění                                                                      | Země                                                                          | Jméno                                                                         | Čas                                                                           | Ztráta                                                                        | Umístění                                                              | Země                                                                  | Jméno                                                                 | Čas                                                                   | Ztráta                                                                |
|                                                                               | Švýcarsko                                                                     | Matthias Merz Daniel Hubmann Lukas Ebneter                                    | 1:55:03                                                                       |                                                                               |                                                                       | Švýcarsko                                                             | Franziska Wollebová Martina Fritschyová Lea Müllerová                 | 1:42:14                                                               |                                                                       |
|                                                                               | Finsko                                                                        | Tuomas Tervo Juha Matti Huhtanen Jörgen Wickholm                              | 1:56:50                                                                       | + 0:01:47                                                                     |                                                                       | Finsko                                                                | Tiina Kivimäkiová Pinja Satriová Minna Kauppiová                      | 1:42:44                                                               | + 0:00:30                                                             |
|                                                                               | Švédsko                                                                       | Anders Holmberg Johan Höij Erik Andersson                                     | 1:57:45                                                                       | + 0:02:42                                                                     |                                                                       | Švédsko                                                               | Helena Janssonová Lina Perssonová Anna Lampinenová                    | 1:46:09                                                               | + 0:03:55                                                             |
| 4                                                                             | Rusko                                                                         | Egor Kostylev Leonid Novikov Alexej Bortnik                                   | 2:01:09                                                                       | + 0:06:06                                                                     | 4                                                                     | Norsko                                                                | Jorid Flatekvalová Hanne Noviková Lene Jorunn Moeová                  | 1:46:55                                                               | + 0:04:41                                                             |
| 5                                                                             | Česko                                                                         | Jaroslav Krčál Jan Vodička Tomáš Dlabaja                                      | 2:02:35                                                                       | + 0:07:32                                                                     | 5                                                                     | Estonsko                                                              | Siiri Mereová Piret Kladeová Eveli Saueová                            | 1:47:15                                                               | + 0:05:01                                                             |
| 6                                                                             | Slovensko                                                                     | Tomáš Drenčák Ondrej Piják Lukáš Barták                                       | 2:02:54                                                                       | + 0:07:51                                                                     | 6                                                                     | Česko                                                                 | Michaela Przyczková Veronika Běhounová Martina Dočkalová              | 1:48:31                                                               | + 0:06:17                                                             |

## Česká juniorská reprezentace na JMS
| Muži                       | Muži                       | Muži                       | Muži                       | Ženy                        | Ženy                        | Ženy                        | Ženy                        |
| -------------------------- | -------------------------- | -------------------------- | -------------------------- | --------------------------- | --------------------------- | --------------------------- | --------------------------- |
| - Umístění českých juniorů | - Umístění českých juniorů | - Umístění českých juniorů | - Umístění českých juniorů | - Umístění českých juniorek | - Umístění českých juniorek | - Umístění českých juniorek | - Umístění českých juniorek |
| Jméno                      | Middle                     | Long                       | Štafety                    | Jméno                       | Middle                      | Long                        | Štafety                     |
| Tomáš Dlabaja              | 25. místo                  | 8. místo                   | 5. místo                   | Michaela Przyczková         | 5. místo                    | 2. místo                    | 6. místo                    |
| Jaroslav Krčal             | 34. místo                  | 35. místo                  | 5. místo                   | Kateřina Nováková           | 7. místo                    | 11. místo                   | x                           |
| Jan Vodička                | 52. místo                  | 56. místo                  | 5. místo                   | Iva Rufferová               | 28. místo                   | 28. místo                   | x                           |
| Zdeněk Liščinský           | MB33. místo                | 81. místo                  | x                          | Jana Panchártková           | WB22. místo                 | 91. místo                   | x                           |
| Petr Zvěřina               | MC7. místo                 | 34. místo                  | x                          | Martina Dočkalová           | 56. místo                   | 24. místo                   | 6. místo                    |
| Zbyněk Štěrba              | DSQ                        | 32. místo                  | x                          | Veronika Běhounová          | WB47. místo                 | 9. místo                    | 6. místo                    |

## Medailová klasifikace podle zemí
| Medailová klasifikace podle zemí | Medailová klasifikace podle zemí | Medailová klasifikace podle zemí | Medailová klasifikace podle zemí | Medailová klasifikace podle zemí | Medailová klasifikace podle zemí |
| Umístění                         | Země                             | Zlato                            | Stříbro                          | Bronz                            | Součet                           |
| -------------------------------- | -------------------------------- | -------------------------------- | -------------------------------- | -------------------------------- | -------------------------------- |
| 1.                               | Švýcarsko                        | 3                                | -                                | 1                                | 4                                |
| 2.                               | Finsko                           | 2                                | 3                                | 2                                | 7                                |
| 3.                               | Švédsko                          | 1                                | -                                | 2                                | 3                                |
| 4.                               | Česko                            | -                                | 1                                | -                                | 1                                |
| 4.                               | Litva                            | -                                | 1                                | -                                | 1                                |
| 4.                               | Polsko                           | -                                | 1                                | -                                | 1                                |
| 7.                               | Rusko                            | -                                | -                                | 1                                | 1                                |